# 那須烏山市立七合中学校
那須烏山市立七合中学校（なすからすやましりつ ななごうちゅうがっこう）は、栃木県那須烏山市中山にかつて存在した公立中学校。略称は『なっ中』。2012年那須烏山市立烏山中学校に統合された。現在はグラウンドを改修し、太陽光発電所として活用されている。